# 社冲乡
社冲乡，是中华人民共和国广西壮族自治区柳州市柳城县下辖的一个乡镇级行政单位。

## 行政区划
社冲乡下辖以下地区：
社冲社区、仓贝村、社冲村、无忧村、洛文村、冲江村、平村和长漕村。